# Anita Björk
Anita Barbro Kristina Björk (* 25. April 1923 in Tällberg, Gemeinde Leksand; † 24. Oktober 2012 in Stockholm) war eine schwedische Theater- und Filmschauspielerin. Sie zählte zu den angesehensten Darstellerinnen ihres Landes. In ihrer sieben Jahrzehnte währenden Theaterkarriere trat sie unter anderem in über 100 Rollen am Königlichen Dramatischen Theater in Stockholm in Erscheinung. Einem breiten Publikum wurde sie vor allem durch ihre eleganten und leidenschaftlichen Darstellungen in Filmen wie Alf Sjöbergs Himmelsspiel (1942) und Fräulein Julie (1951), Ingmar Bergmans Sehnsucht der Frauen (1952) oder Bo Widerbergs Adalen 31 (1969) bekannt.

## Leben

### Ausbildung und erste Rollen im Theater und Film
Anita Björk wurde 1923 in der Provinz Dalarna, im Herzen Schwedens, in eine Künstlerfamilie hineingeboren. Ihre Eltern waren Barbro (Geburtsname: Clason) und Gösta Björk. Ihr Vater war Violinist. Zu alt, um eine Ballettausbildung zu beginnen, widmete sich Anita Björk in ihrer Jugend dem Französisch-Sprachunterricht an der Schule. Daneben spielte sie Amateur-Theater und fand Gefallen an der Schauspielerei. Björk besuchte daraufhin die Theaterschule von Gösta Terserus (1904–1978) und wurde 1942 an der Königlichen Schauspielschule in Stockholm angenommen, wo unter anderem so bekannte Schauspielerinnen wie Greta Garbo, Ingrid Bergman oder Eva Dahlbeck gelernt hatten. Dort studierte sie gemeinsam mit Mai Zetterling, welche Björk rückblickend in ihrer Autobiografie All Those Tomorrows (1986) als selbstsichere Schauspielerin mit einer tiefen und meisterhaften Stimme in Erinnerung behielt.
Nach Abschluss ihrer Ausbildung im Jahr 1945 erschien Björk in Inszenierungen am Stockholmer Königlichen Dramatischen Theater. Der Durchbruch als Theaterschauspielerin folgte 1948 mit Mimi Pollaks Inszenierung von Jean Genets Drama Die Zofen, in dem sie an der Seite von Maj-Britt Nilsson die Rolle der Claire übernahm. Daraufhin folgten weitere Hauptrollen, häufig unter der Regie von Zetterling, Olof Molander und Alf Sjöberg. Björk etablierte sich sowohl mit klassischen Stücken wie August Strindbergs Einakter Mit dem Feuer spielen (1949) oder William Shakespeares Romeo und Julia (1953), als auch moderneren Stoffen wie Eduardo Borrás’ Amorina (1951) oder den Part der Eliza Doolittle in George Bernard Shaws Pygmalion (1952). Häufig neben Jarl Kulle und Erland Josephson besetzt, agierte die Schauspielerin im Verlauf ihrer Theaterkarriere auch an der Seite von so bekannten Berufskollegen wie Bibi Andersson, Harriet Andersson, Eva Dahlbeck, Allan Edwall, Holger Löwenadler, Per Oscarsson, Max von Sydow oder Ingrid Thulin.
Parallel zu ihrer Arbeit am Theater gab Björk 1942 mit der Nebenrolle der Anna Jesper in Alf Sjöbergs Drama Himmelsspiel ihr Debüt im schwedischen Film. Weitere Auftritte unter so bekannten Filmregisseuren wie Arne Mattsson (Det kom en gäst, 1947) oder Gustaf Molander (Frau ohne Gesicht, 1947; Kvartetten som sprängdes, 1950) folgten. Einem internationalen Publikum wurde Björk aber erst 1951 durch die erneute Zusammenarbeit mit Alf Sjöberg an Fräulein Julie bekannt. In der gleichnamigen Verfilmung der Strindberg'schen Tragödie schlüpfte sie in die Titelrolle einer jungen Hochadeligen, die eine Affäre mit dem misanthropischen Kammerdiener ihres Vaters (gespielt von Ulf Palme) unterhält. Der Film feierte seine Premiere auf den 4. Internationalen Filmfestspielen von Cannes, wo er großes Lob seitens der Kritiker erfuhr. Zwar hatte Björk bei der Vergabe des Darstellerpreises gegenüber der späteren Oscar-nominierten Amerikanerin Bette Davis (Alles über Eva) das Nachsehen, doch gewann Fräulein Julie mit dem Grand Prix, den Hauptpreis des Filmfestivals. Björks elegante und leidenschaftliche Darstellung der Titelheldin wurde später von Filmkritikern zu einer der bemerkenswertesten Demonstrationen von Schauspielkunst in der Filmgeschichte erhoben. Der bekannte Kritiker Bosley Crowther von der New York Times pries in seiner zeitgenössischen Kritik die sensible Leistung der Schauspielerin in der sehr schwierigen Rolle. „Die Lady ist hübsch und geschmeidig, mit einer zarten, blonden Delikatesse, und trotzdem gelingt es ihr einige qualvolle emotionale Stürme aufpeitschen zu lassen.“, so Crowther.

### Verwehrte Arbeit mit Alfred Hitchcock und Rückkehr zum Theater
Der vorangegangene Erfolg machte Hollywood auf die schwedische Schauspielerin aufmerksam. Der Regisseur Alfred Hitchcock plante Anita Björk die weibliche Hauptrolle in seinem nächsten Spielfilm Ich beichte anzuvertrauen. In dem englischsprachigen Thriller sollte sie neben Montgomery Clift in die Rolle einer angesehenen, aber erpressbaren Politikergattin schlüpfen. Das Filmstudio Warner Bros. sah Björk jedoch als Kassengift an und die Hauptrolle wurde kurzfristig an die amerikanische Schauspielerin Anne Baxter vergeben. Einer der Gründe war, dass die verheiratete Björk zwei Wochen vor Drehbeginn mit ihrem Liebhaber, dem bekannten schwedischen Journalisten und Schriftsteller Stig Dagerman, und dem aus der Beziehung stammenden unehelichen Kind in Hollywood angereist war. Daraufhin hätten die Produzenten einen ähnlichen Skandal wie um Ingrid Bergman befürchtet. Björks Landsfrau hatte die Gunst des amerikanischen Publikums erst kurze Zeit zuvor verloren, nachdem sie Ehemann und Kind für den italienischen Filmregisseur Roberto Rossellini verlassen hatte. Trotz der Mitwirkung der bekannteren Anne Baxter fiel Ich beichte bei den Zuschauern durch, der nach Hitchcocks vorangegangenen Erfolg Der Fremde im Zug weniger reißerisch daherkam und sich zudem des Themas Katholizismus und einer durchweg düsteren Stimmung bediente.
Nach Verhinderung ihres englischsprachigen Kinodebüts sah man Björk noch im selben Jahr unter der Regie des jungen Ingmar Bergman in Sehnsucht der Frauen. Bergmans erster großer kommerzieller Erfolg im eigenen Land erzählt die Geschichte von vier Schwägerinnen, die an einem Sommernachmittag in einem Landhaus am Seeufer zusammenkommen. Alle Frauen müssen erkennen, dass die ersten unbeschwerten Ehejahre einer ernüchternden Routine gewichen sind und keine von ihnen in ihrer Ehe glücklich geworden ist. In dem Drama war Björk an der Seite von Maj-Britt Nilsson, Eva Dahlbeck und Aino Taube in der Rolle der Rachel zu sehen. Für die Schauspielerin, die neben Dahlbeck, Doris Svedlund, Eva Henning oder Ingrid Thulin vom Spiegel zu den „Spezialistinnen für tragische Rollen“ gezählt wurde, sollte es lange Zeit die einzige Zusammenarbeit mit Bergman bleiben. 1954 gab Björk schließlich ihr englischsprachiges Filmdebüt in der in Deutschland gedrehten Hollywood-Produktion Das unsichtbare Netz. In Nunnally Johnsons Spionagefilm, produziert von der 20th Century Fox, agierte sie neben so bekannten Berufskollegen wie Gregory Peck und Broderick Crawford in der Rolle einer durchtriebenen sowjetischen Doppelagentin. Dem Film war jedoch kein Erfolg an den US-Kinokassen beschieden. Im deutschen Film erschien sie in der Leidensgeschichte um eine hellseherisch begabte Offiziersfrau und Gräfin aus Österreich in Gustav Ucickys Die Hexe (1954) und als Gräfin von Zathmar in Walter Reischs Rilke-Verfilmung Der Cornet – Die Weise von Liebe und Tod (1955).
Nach dem Freitod ihres zweiten Ehemannes Stig Dagerman im Jahr 1954 konzentrierte sich Björk verstärkt auf ihre Theaterkarriere. Sie wurde erneut Ensemblemitglied des Königlichen Dramatischen Theaters in Stockholm und bekleidete daraufhin über 100 Rollen im Repertoiretheater. In Filmen sah man sie ab den 1960er Jahren bald nur noch in Nebenrollen, darunter Mai Zetterlings Frauenfilm Liebende Paare (1964), Bo Widerbergs romantisches Drama Adalen 31 (1969) oder Anja Breiens Familiendrama Die Erbschaft (1979), mit dem sie wieder im Wettbewerb der Filmfestspiele von Cannes konkurrierte. Björk selbst beschrieb die Weiterführung ihrer Karriere als schwierig, vor allem nachdem sie ein gewisses Alter erreicht hatte, für das Frauenrollen rar seien. 1976 ging sie mit Texten von Stig Dagerman auf Tournee.
Von 1984 bis 1985 ging Björk mit einem Programm über Selma Lagerlöf in ihrer Heimat Schweden, den USA, England und Frankreich auf Tournee. Einem größeren schwedischen Publikum blieb sie in den 1990er Jahren durch würdevolle Altersrollen in Erinnerung, so etwa als Königin Victoria in Bille Augusts Goldene-Palme-Gewinner Die besten Absichten, der auf einem Drehbuch Ingmar Bergmans basierte. Ihre letzte Kinorolle hatte sie im Jahr 1998 in Lena Koppels und Anders Wahlgrens romantischen Drama Momente der Wahrheit an der Seite von Lena Endre und Krister Henriksson inne. Einen ihrer letzten Theaterauftritte absolvierte Björk in dem Kammerspiel Bildmakarna (1998, dt.: Die Bildermacher), nach dem gleichnamigen Stück von Per Olov Enquist. In dem Zweiakter war sie erneut in der Rolle der gefeierten Literatin Selma Lagerlöf zu sehen, woraufhin die Neue Zürcher Zeitung sie als „phantastische Schauspielerin“ pries. Für die Inszenierung im kleinen Saal des Königlichen Schwedischen Nationaltheaters hatte sich wieder Ingmar Bergman verantwortlich gezeigt. Eine Aufzeichnung von Bildmakarna wurde später auch im schwedischen Fernsehen ausgestrahlt. Ihren letzten Auftritt am Königlichen Dramatischen Theater absolvierte Björk 2009 unter der Regie von Gunnel Lindblom in Albert Ramsdell Gurneys Love Letters (Kärleksbrev) neben Jan-Olof Strandberg.
Im Jahr 2001 wurde Björk ein Professorentitel verliehen. 2006 wurde sie bei der Guldbagge-Verleihung, den nationalen Filmpreis Schwedens, mit der Auszeichnung für ihr Lebenswerk bedacht. 2012 verstarb sie im Alter von 89 Jahren nach kurzer Krankheit in Stockholm.

### Familie
Björk war dreimal verheiratet und Mutter dreier Kinder. Von 1945 bis 1951 war sie mit ihrem schwedischen Schauspielkollegen Olof Bergström (1919–1984) verheiratet, mit dem sie unter anderem in Rune Carlstens romantischen Drama Räkna de lyckliga stunderna blott (1944) oder Edvin Adolphsons Ingen väg tillbaka (1947) gemeinsam vor der Kamera stand. Aus der Ehe ging der gemeinsame Sohn Jonas Bergström (* 1946) hervor, der ebenfalls als Schauspieler in Erscheinung trat. Ab 1953 war die Schwedin mit ihrem Landsmann Stig Dagerman verheiratet, der sich Anfang November 1954 das Leben nahm. Aus der Beziehung stammte eine Tochter (* 1951). Von 1962 bis 1970 folgte eine weitere Ehe mit Lasse Lindqvist.
Fernab ihrer Schauspielkarriere widmete sich Björk der Arbeit als Musikerin und gründete 1964 die sozialdemokratische Partei Kulturarbetarnas socialdemokratiska förening (KSF).

## Filmografie (Auswahl)
- 1942: Himmelsspiel (Himlaspelet)
- 1947: Frau ohne Gesicht (Kvinna utan ansikte)
- 1951: Fräulein Julie (Fröken Julie)
- 1952: Sehnsucht der Frauen (Kvinnors väntan)
- 1954: Das unsichtbare Netz (Night People)
- 1954: Die Hexe
- 1955: Eine Ehe (Giftas)
- 1955: Der Cornet – Die Weise von Liebe und Tod
- 1956: Heiß war meine Sehnsucht (Sången om den eldröda blomman)
- 1958: Wenn die Nebel fallen (Damen i svart)
- 1958: Fuhrmann des Todes (Körkarlen)
- 1958: Mannequin in Rot (Mannekäng i rött)
- 1960: Mord im Studio 9 (Tärningen är kastad)
- 1962: Vita frun
- 1964: Liebende Paare (Älskande par)
- 1966: Untreue (Utro)
- 1968: Ruckzuck im Walde (Komedi i Hägerskog)
- 1969: Adalen 31 (Ådalen 31)
- 1979: Die Erbschaft (Arven)
- 1981: Die Hexe von Laupstad (Forfølgelsen)
- 1991: Die besten Absichten (Den goda viljan) (Fernsehmehrteiler)
- 1996: Enskilda samtal (TV)
- 1997: Dabei: Ein Clown (Larmar och gör sig till; TV)
- 1998: Momente der Wahrheit (Sanna ögonblick)
- 2000: Bildmakarna (TV)

## Theaterstücke
Eine Auswahl an Stücken, in denen Anita Björk am Königlichen Dramatischen Theater in Stockholm auftrat:
- 1943: Sünden der Jugend (Markisinnan) von Noël Coward, Regie: Carlo Keil-Möller
- 1943: Die drei Musketiere (De tre musketörerna) von Alexandre Dumas, Regie: Stig Torsslow
- 1945: Asmodée (Asmodeus) von François Mauriac, Regie: Stig Torsslow
- 1946: Mensch und Übermensch (Mannen och hans överman) von George Bernard Shaw, Regie: Göran Gentele
- 1947: Der Eismann kommt (Si, iskarlen kommer!) von Eugene O’Neill, Regie: Olof Molander
- 1948: Die Zofen (Jungfruleken) von Jean Genet, Regie: Mimi Pollak
- 1948: Der Familientag (Släktmötet) von T. S. Eliot, Regie: Alf Sjöberg
- 1949: Mit dem Feuer spielen (Leka med elden) von August Strindberg, Regie: Mimi Pollak
- 1949: Die Fliegen (Smutsiga händer) von Jean-Paul Sartre, Regie: Rune Carlsten
- 1949: La Belle Marinière (Bröllopet på Seine) von Marcel Achard, Regie: Mimi Pollak
- 1949: Ardèle oder das Gänseblümchen (Älskar – älskar inte… ) von Jean Anouilh, Regie: Mimi Pollak
- 1950: Brand von Henrik Ibsen, Regie: Alf Sjöberg
- 1950: Die Cocktail Party (Cocktailparty) von T. S. Eliot, Regie: Olof Molander
- 1951: Die Brüder Karamasow (Bröderna Karamasov) von Fjodor Dostojewski, Regie: Rune Carlsten
- 1951: Einladung ins Schloss (Dans under stjärnorna) von Jean Anouilh, Regie: Mimi Pollak
- 1952: Colombe von Jean Anouilh, Regie: Mimi Pollak
- 1952: Pygmalion von George Bernard Shaw, Regie: Alf Sjöberg
- 1953: Romeo und Julia (Romeo och Julia) von William Shakespeare, Regie: Alf Sjöberg
- 1954: Orestie (Orestien) von Aischylos, Regie: Olof Molander
- 1957: Blick zurück im Zorn (Se dig om i vrede) von John Osborne, Regie: Alf Sjöberg
- 1958: Dom Juan (Don Juan eller Stengästen) von Molière, Regie: Alf Sjöberg
- 1959: Der Walzer der Toreros (Toreadorvalsen) von Jean Anouilh, Regie: Mimi Pollak
- 1960: Die Eingeschlossenen (Fångarna i Altona) von Jean-Paul Sartre, Regie: Alf Sjöberg
- 1961: Yerma von Federico García Lorca, Regie: Bengt Ekerot
- 1964: Wie es euch gefällt (Som ni behagar) von William Shakespeare, Regie: Alf Sjöberg
- 1964: Nach dem Sündenfall (Efter syndafallet) von Arthur Miller, Regie: Frank Sundström
- 1966: Rannsakningen von Peter Weiss, Regie: Ingmar Bergman
- 1966: Maria Stuart von Friedrich Schiller, Regie: Ulf Palme
- 1967: Der Kirschgarten (Rollboken) von Anton Tschechow, Regie: Per-Axel Branner
- 1968: Der Sturm (Stormen) von William Shakespeare, Regie: Donya Feuer
- 1969: Drei Schwestern (Tre systrar) von Anton Tschechow, Regie: Keve Hjelm
- 1977: Medea von Euripides, Regie: Gun Jönsson
- 1979: Maß für Maß (Lika för Lika) von William Shakespeare, Regie: Donya Feuer
- 1986: L’Orchestre (Damorkestern) von Jean Anouilh, Regie: Ingvar Kjellson
- 1989: Madame de Sade (Markisinnan de Sade) von Mishima Yukio, Regie: Ingmar Bergman
- 1995: Savannah Bay von Marguerite Duras, Regie: Pia Forsgren
- 1996: Die Bakchen (Backanterna) von Euripides, Regie: Ingmar Bergman
- 1998: Bildmakarna von Per Olov Enquist, Regie: Ingmar Bergman
- 1998: La Celestina (Celestina) von Fernando de Rojas, Regie: Robert Lepage
- 2000: Köpenhamn von Michael Frayn, Regie: Åsa Melldahl
- 2009: Love Letters (Kärleksbrev) von Albert Ramsdell Gurney, Regie: Gunnel Lindblom

## Auszeichnungen
- 1951: Thalia-Preis der Zeitung Svenska Dagbladet[1]
- 1952: Plakette der Svenska Filmsamfundet[15]
- 1989: Preis der schwedischen Theaterkritiker[1]
- 1992: O’Neill-Stipendium[1]
- 2006: Schwedischer Filmpreis Guldbagge für ihr Lebenswerk